# 出口直吉
出口 直吉（でぐち なおきち、1871年1月21日（明治3年12月1日） - 1929年（昭和4年）7月30日）は、明治から大正時代の政治家、実業家。染色家。衆議院議員。神奈川県高座郡鶴嶺村長。

## 経歴
出口彦四郎、ウタの三男として神奈川県高座郡今宿村（鶴嶺村、茅ヶ崎町を経て現茅ヶ崎市）に生まれる。1892年（明治25年）東京工業学校染工科を卒業し、1896年（明治29年）横浜市高島町に染色工場を開設した。以後、改良機械の導入、モスリン無地染色、羽二重精練などで業界を率いた。1912年（明治45年）には横浜輸出織物染色同業組合を設立し、政府助成を得て岡野町に共用利用工場を設けた。また、横浜商業会議所議員、横浜撚糸織物専務取締役を務めた。
政治家としては、鶴嶺村長、神奈川県会議員、同参事会員を歴任。1920年（大正9年）5月の第14回衆議院議員総選挙では神奈川県第5区から憲政会所属で出馬し当選。衆議院議員を1期務めた。墓所は茅ヶ崎市信隆寺。

## 親族
- 長兄：出口彦太郎（江陽銀行監査役）[5]